# Roland Bornemann
Roland Bornemann (* 1955 in Nordrhein-Westfalen) ist ein deutscher Jurist und Honorarprofessor an der Johannes Gutenberg-Universität Mainz.

## Leben
Roland Bornemann studierte an der Universität Regensburg und der Universität Würzburg sowie an der Deutschen Universität für Verwaltungswissenschaften Speyer. Nach dem Zweiten Juristischen Staatsexamen 1983 begann er seine berufliche Laufbahn als wissenschaftlicher Mitarbeiter bei den Wehrdienstsenaten des Bundesverwaltungsgerichts. Von 1985 bis 1989 war er als juristischer Staatsbeamter Abteilungsleiter am Landratsamt Fürstenfeldbruck. Am 1. Februar 1989 trat er zunächst als juristischer Referent in die Dienste der Bayerischen Landeszentrale für neue Medien (BLM). Bornemann war bis März 2021 Justiziar der BLM und leitete den Bereich Recht. Seither ist er als Rechtsanwalt zugelassen.
Nebenberuflich ist er als Dozent beim Mainzer Weiterbildungsstudiengang Medienrecht tätig. 2011 ernannte ihn der rheinland-pfälzische Ministerpräsident Kurt Beck auf Vorschlag der rechts- und wirtschaftswissenschaftlichen Fakultät der Universität Mainz zum Honorarprofessor.
Auf Bornemanns ersten Aufsatz 1979 über die Bayerische Staatsangehörigkeit in den Bayerischen Verwaltungsblättern folgten zahlreiche weitere Fachveröffentlichungen. Sein Rechtshandbuch über Ordnungswidrigkeiten in Rundfunk und Telemedien erscheint seit der 6. Auflage 2017 im Springer Verlag Heidelberg. Bornemann ist Mitherausgeber des im NOMOS Verlag erschienenen Online-Kommentars BayMedienR online BayMG| JMStV | MStV, sowie des NOMOS-Kommentars zum Jugendmedienschutz-Staatsvertrag.
2020 debütierte er mit einem Kinderbuch, dessen Covertext ihn als zehnfachen Großvater auswies.

## Veröffentlichungen (Auswahl)
- Zur Rechtsnatur rundfunkrechtlicher Richtlinien, ZUM 2012, 89 ff.
- Der "Verbreitensbegriff" bei Pornografie in audiovisuellen Mediendiensten - Straferweiternd im Internet und strafverkürzend im Rundfunk?, MMR 2012, 157 ff.
- Werbung für Glücksspiel im Fernsehen nach dem Ersten Glücksspieländerungsstaatsvertrag, K&R 2012, 653 ff.
- Ein Zwischenruf zur Rechtsnatur des Rundfunkbeitrags, K&R 2013, 557 ff.
- Der Sendeplan im Rundfunkrecht, ZUM 2013, 845 ff.
- Produktplatzierung im Fernsehen ohne Grenzen, ZUM 2015, 48 ff.
- Entgeltliche Beiträge im Dienst der Öffentlichkeit, MMR 2020, 453
- Zur Regulierung politischer Äußerungen in Onlinemedien, BayVBl. 2021, 181
- Nichtbundesweite Werbung in bundesweiten Programmen, ZUM 2021, 555
- Aktuelle Entwicklungen der Pornografiestrafbarkeit, JZ 2022, 180
- Novellierung des Bayerischen Mediengesetzes 2022, ZUM 2022, 248
- Gemeinsame Richtlinien und übereinstimmende Satzungen der Landesmedienanstalten, DÖV 2025, 292